# Kandangserang (plaats)
Kandangserang is een bestuurslaag in het regentschap Pekalongan van de provincie Midden-Java, Indonesië. Kandangserang telt 1341 inwoners (volkstelling 2010).